# 姫路市立書写中学校
姫路市立書写中学校（ひめじしりつ しょしゃちゅうがっこう）は、兵庫県姫路市書写台二丁目にある公立中学校。

## 沿革
- 1947年（昭和22年）4月1日 - 飾磨郡曽左村立書写中学校として設立。
- 1954年（昭和29年）7月1日 - 姫路市に合併、姫路市立書写中学校と改称。
- 1959年（昭和34年）4月3日 - 太市（旧組合立大津茂中→太市は市立白鳥中に統合、龍田は太子町立龍田中）、余部（市立白鳥中）、書写（市立書写中）三地区中学校統合により姫路市立大白書中学校に統合（校舎白鳥）。本校校舎は翌年新設の姫路市立書写養護学校が使用。
- 1983年（昭和58年）
  - 4月1日 - 生徒数増により姫路市立大白書中学校より再び分離。旧曽左小学校跡にて開校。姫路市第27番目の中学校となる。
  - 11月4日 - 校歌制定。
- 1986年（昭和61年）3月26日 - 格技場・スポーツ場・球技コート竣工。
- 1992年（平成4年）
  - 1月10日 - 南テニスコート竣工。
  - 12月13日 - 本校10周年記念式典挙行。
- 1994年（平成6年）4月1日 - 姫路工業大学（現：兵庫県立大学）の敷地拡張の為、姫路市書写台二丁目34番地へ新築移転。
- 1996年（平成8年）2月20日 - 部室、ミーティングルーム竣工。
- 2002年（平成14年）12月14日 - 本校20周年記念式典挙行。
- 2003年（平成15年）3月31日 - 夜間照明設備竣工。
- 2005年（平成17年）9月1日 - 給食配膳室完成。

## 通学区域
以下2校の小学校区
- 姫路市立曽左小学校
- 姫路市立峰相小学校

## 交通アクセス
- JR西日本姫路駅北口・山陽電鉄本線山陽姫路駅から神姫バスで書写西住宅行き乗車し書写西住宅で下車。西に徒歩2分。

## 主な出身者
- 有田妃奈乃（元バレーボール選手）

## 通学区域が隣接している学校
- 姫路市立大白書中学校
- 姫路市立高丘中学校
- 姫路市立安室中学校
- 姫路市立置塩中学校
- 姫路市立菅野中学校
- 姫路市立林田中学校